# Carl Richard Moench
Carl Richard Moench (auch: Karl, * 30. Januar 1850 in Wittenberg; † 22. September 1921 in Youngstown, Mahoning County, Ohio, USA) war ein deutsch-amerikanischer Philologe und Hochschullehrer.

## Lebensweg
Der Vater von Carl Richard Moench war Pastor an der Schlosskirche in Wittenberg.
Carl Richard Moench legte im Jahr 1870 sein Abitur am Gymnasium Wittenberg ab. Vermutlich war er Soldat im Deutsch-Französischen Krieg von 1870/1871. Moench studierte Altgriechisch, Latein und Hebräisch an den Universitäten in Halle, Berlin und Leipzig und wurde 1876 an der Universität Leipzig zum Dr. phil. promoviert. In den Jahren von 1880 bis 1883 war Moench Hilfslehrer am Gymnasium Wittenberg und Klassenlehrer („Ordinarius“) am Gymnasium Torgau.
Über Moenchs Leben in den Jahren zwischen 1883 und circa 1890 ist nichts Konkretes bekannt. Möglicherweise hat er als Hauslehrer der Kinder einer Grafen-Familie gearbeitet.
Moench, der neben seiner Muttersprache Deutsch auch fließend Englisch, Französisch und Spanisch sprach und neben diesen lebenden Sprachen auch Latein, Alt-Griechisch und Hebräisch unterrichtete, wanderte etwa im Jahr 1890 in die USA aus.
Moench war von 1893 bis 1897 Professor für Alte Sprachen am Union College in Lincoln (Nebraska), einer von Siebenten-Tags-Adventisten betriebenen Privathochschule. In den Jahren 1897 und 1898 war Moench Professor für moderne Sprachen an der privaten University of Puget Sound. Im Jahr 1898 wurde Moench Professor für lateinische Sprache und Literatur und Hebräisch-Lehrer an der University of Washington in Seattle, die er bereits 1900 wieder verließ, offenbar nicht ganz freiwillig. Im Februar 1900 hatte Moench das Manuskript eines ganz in lateinischer Sprache abgefassten Buches über das Verhältnis zwischen Religion und Staat bei Aristoteles und Platon fertiggeschrieben und einen Verleger dafür in Chicago gefunden.
Von 1900 bis 1901 war Moench Sprachenlehrer an der High School in Ogden, Utah, dann wechselte er als Lehrer für moderne Sprachen an die Landwirtschaftshochschule (das Agricultural College) in Logan (Utah). Seine Ehefrau hatte dort die Aufsicht über die Schlafsäle der Studenten. Am 18. Juni 1903 kam es zu Handgreiflichkeiten und Beleidigungen zwischen Carl Richard Moench und einem Redakteur des Logan Republican, der örtlichen Zeitung, wegen eines Zeitungsartikels, durch den Moench sich gekränkt fühlte. Bereits im Sommer 1903 verließ Moench die Landwirtschaftshochschule Logan wieder, in der Absicht, an eine Militärakademie in Missouri zu wechseln, vermutlich an die im Jahr 1889 in Mexico, Missouri, gegründete Missouri Military Academy. Bereits Anfang Dezember 1903 tritt Moench jedoch als „Secretary and Dean of Faculty“ am Lawrenceburg College in Lawrenceburg, Tennessee, in Erscheinung. Auch dort blieb Moench nicht lange – ab September 1904 war er Lehrer für Deutsch, Französisch und Spanisch am Agricultural College in Fort Collins, Colorado. Im Jahr 1910 wurde Moench Sprachenlehrer am Atlantic Christian College (heute: Barton College) in Wilson, North Carolina, einer Bildungseinrichtung der Christian Church (Disciples of Christ). Im Frühjahr 1911 schrieb Moench gelegentlich Beiträge zur lokalen Tageszeitung, der Wilson Times. Von etwa Mai bis etwa Oktober 1911 arbeitete Moench für die Bahngesellschaft Norfolk and Southern Railroad und andere Unternehmen aus North Carolina. Sein Auftrag bestand darin, in Deutschland Auswanderer anzuwerben, sich in North Carolina niederzulassen. Moench war von Anfang Juni bis Anfang Oktober 1911 in  Europa. Anfang Juli 1911 erlitt er einen leichten Schlaganfall. Gleichwohl besuchte er auf dieser Deutschland-Reise seine Tante in Annaburg bei Wittenberg und hielt mehr als 70 Vorträge über Auswanderung nach North Carolina. Sehr bald nach seiner Rückkehr, im November 1911, ging Moench als Lehrer für alte und moderne Sprachen nach Wilmington, North Carolina.
Über die Jahre von 1911 bis 1921, Moenchs letzte zehn Lebensjahre, ist wenig bekannt. Im Frühjahr 1912 hielt er einen Vortrag über Mormonentum am Clemson College in Clemson, South Carolina. Gestorben ist er im Alter von 71 Jahren, und wurde auf dem Oak Hill-Friedhof in Youngstown, Ohio beigesetzt.

## Veröffentlichungen (Auswahl)
- „Schooling of the German Child“, in: The Wilson Times, 24. Februar 1911, S. 2, Digitalisat
- „German College and University Life“, in: The Wilson Times, 28. Februar 1911, S. 4, Digitalisat